# Kazuto Sakata
Kazuto Sakata (坂田和人?, Sakata Kazuto; Tokyo, 15 agosto 1966) è un pilota motociclistico giapponese, ritiratosi dall'attività agonistica, campione del mondo della classe 125 nel 1994 e 1998.

## Carriera
Dopo aver vinto nel 1990 il campionato giapponese classe 125, esordisce nel motomondiale a un'età relativamente tarda (25 anni) nel 1991, in sella a una Honda nella classe 125. 
Messosi in luce nell'ultima gara della stagione, ovvero il Gran Premio della Malesia in cui arrivò secondo dietro Loris Capirossi, l'anno successivo ebbe un'annata mediocre (solo 42 punti in classifica e 14º posto mondiale).
Invece nella stagione 1993 vinse due Gran Premi (in Spagna e in Repubblica Ceca) e arrivò secondo in graduatoria dietro il tedesco Dirk Raudies, suo compagno di squadra. 
Per evitare questa convivenza forzata Sakata passò all'Aprilia, con cui divenne campione del mondo di motociclismo della classe 125 nel 1994 a seguito di tre successi (in Australia e poi ancora in Spagna e Repubblica Ceca, i suoi due circuiti preferiti) e 224 punti nella classifica finale.
Vicecampione del mondo nel 1995 dietro il connazionale Haruchika Aoki, nel 1996 Sakata ebbe un'annata discontinua e chiuse la stagione appena all'ottavo posto. 
Nel 1997 fu invece quarto in graduatoria a seguito di una serie di piazzamenti (due terzi posti e ben cinque secondi), mentre nel 1998, nonostante un finale di stagione non all'altezza, vinse il mondiale della 125 per la seconda volta grazie a quattro primi posti ottenuti in Giappone, Spagna, Francia e Gran Bretagna.
Nonostante il nuovo successo, Sakata rimane nella 125 ma passa alla Honda, con la quale disputa un'annata anonima in cui ottiene 56 punti, arrivando 14º. Al termine della stagione decide di appendere il casco al chiodo e di ritirarsi.

## Risultati nel motomondiale
| 1991 | Classe | Moto  |     |    |    |     |     |    |     |    |    |   |   |   |     |    |   |  | Punti | Pos. |
| ---- | ------ | ----- | --- | -- | -- | --- | --- | -- | --- | -- | -- | - | - | - | --- | -- | - |  | ----- | ---- |
| 1991 | 125    | Honda | Rit | 16 | NE | Rit | Rit | 10 | Rit | 14 | 11 | 7 | 8 | 8 | Rit | NE | 2 |  | 55    | 13º  |

| 1992 | Classe | Moto  |     |     |   |   |     |    |     |   |   |   |   |    |     |  |  |  | Punti | Pos. |
| ---- | ------ | ----- | --- | --- | - | - | --- | -- | --- | - | - | - | - | -- | --- |  |  |  | ----- | ---- |
| 1992 | 125    | Honda | Rit | Rit | 6 | 4 | Rit | NP | Rit | 6 | 7 | 4 | 6 | 14 | Rit |  |  |  | 42    | 11º  |

| 1993 | Classe | Moto  |   |   |   |   |   |   |   |     |   |   |   |   |   |   |  |  | Punti | Pos. |
| ---- | ------ | ----- | - | - | - | - | - | - | - | --- | - | - | - | - | - | - |  |  | ----- | ---- |
| 1993 | 125    | Honda | 2 | 2 | 2 | 1 | 2 | 2 | 2 | Rit | 2 | 2 | 1 | 2 | 2 | 3 |  |  | 266   | 2º   |

| 1994 | Classe | Moto    |   |   |   |   |   |   |   |   |   |   |   |     |   |   |  |  | Punti | Pos. |
| ---- | ------ | ------- | - | - | - | - | - | - | - | - | - | - | - | --- | - | - |  |  | ----- | ---- |
| 1994 | 125    | Aprilia | 1 | 2 | 2 | 1 | 5 | 2 | 4 | 2 | 3 | 4 | 1 | Rit | 9 | 7 |  |  | 224   | 1º   |

| 1995 | Classe | Moto    |   |    |   |   |     |   |   |    |   |   |     |     |   |  |  |  | Punti | Pos. |
| ---- | ------ | ------- | - | -- | - | - | --- | - | - | -- | - | - | --- | --- | - |  |  |  | ----- | ---- |
| 1995 | 125    | Aprilia | 2 | 10 | 3 | 6 | Rit | 5 | 4 | 12 | 1 | 1 | Rit | Rit | 4 |  |  |  | 140   | 2º   |

| 1996 | Classe | Moto    |    |    |     |   |   |   |   |    |   |   |   |    |   |    |     |  | Punti | Pos. |
| ---- | ------ | ------- | -- | -- | --- | - | - | - | - | -- | - | - | - | -- | - | -- | --- |  | ----- | ---- |
| 1996 | 125    | Aprilia | 10 | 14 | Rit | 5 | 3 | 8 | 7 | 11 | 5 | 9 | 4 | 12 | 3 | 11 | Rit |  | 113   | 8º   |

| 1997 | Classe | Moto    |   |   |   |   |   |     |   |   |     |   |     |   |   |   |   |  | Punti | Pos. |
| ---- | ------ | ------- | - | - | - | - | - | --- | - | - | --- | - | --- | - | - | - | - |  | ----- | ---- |
| 1997 | 125    | Aprilia | 2 | 2 | 7 | 6 | 6 | Rit | 3 | 3 | Rit | 5 | Rit | 9 | 2 | 2 | 2 |  | 179   | 4º   |

| 1998 | Classe | Moto    |   |   |   |   |   |   |   |   |   |   |   |   |   |   |  |  | Punti | Pos. |
| ---- | ------ | ------- | - | - | - | - | - | - | - | - | - | - | - | - | - | - |  |  | ----- | ---- |
| 1998 | 125    | Aprilia | 1 | 6 | 1 | 4 | 1 | 4 | 2 | 1 | 7 | 2 | 4 | 9 | 4 | 5 |  |  | 229   | 1º   |

| 1999 | Classe | Moto  |    |   |    |   |   |   |    |    |    |     |     |    |    |    |    |     | Punti | Pos. |
| ---- | ------ | ----- | -- | - | -- | - | - | - | -- | -- | -- | --- | --- | -- | -- | -- | -- | --- | ----- | ---- |
| 1999 | 125    | Honda | 10 | 8 | 15 | 9 | 8 | 7 | 10 | 13 | 19 | Rit | Rit | 12 | 13 | 15 | 17 | Rit | 56    | 14º  |

| Legenda | 1º posto        | 2º posto            | 3º posto            | A punti      | Senza punti        | Grassetto – Pole position Corsivo – Giro più veloce |
| Legenda | Gara non valida | Non qual./Non part. | Ritirato/Non class. | Squalificato | '-' Dato non disp. | Grassetto – Pole position Corsivo – Giro più veloce |